# 雨の中の兵隊
『雨の中の兵隊』（あめのなかのへいたい、Soldier in the Rain）は、1963年のアメリカ合衆国のコメディ映画。
ウィリアム・ゴールドマンの同名小説を映画化した作品。出演はスティーヴ・マックィーンやジャッキー・グリーソンなど。

## キャスト
※括弧内は日本語吹替（初回放送1972年7月18日 東京12ch『火曜ロードショー』）
- クレイ軍曹：スティーヴ・マックィーン（青野武）
- スローター曹長：ジャッキー・グリーソン（塩見竜介）
- ボビー：チューズデイ・ウェルド
- メルツァー：トニー・ビル
- マギー中尉：トム・ポストン（筈見純）
- ジェームズ：エド・ネルソン
- 検査係：アダム・ウェスト

## スタッフ
- 監督：ラルフ・ネルソン
- 製作：マーティン・ジュロー
- 原作：ウィリアム・ゴールドマン
- 脚本：モーリス・リッチリン、ブレイク・エドワーズ
- 撮影：フィリップ・H・ラスロップ
- 編集：ラルフ・E・ウィンタース
- 音楽：ヘンリー・マンシーニ